# 4150 Starr
Starr (asteroide 4150) é um asteroide da cintura principal, a 1,8600715 UA. Possui uma excentricidade de 0,1668393 e um período orbital de 1 218,42 dias (3,34 anos).
Starr tem uma velocidade orbital média de 19,9339018 km/s e uma inclinação de 3,19459º.
Este asteroide foi descoberto em 31 de Agosto de 1984 por Brian Skiff e nomeado em homenagem ao músico britânico Ringo Starr.